# Kormoran czarnoczelny
Kormoran czarnoczelny (Phalacrocorax fuscescens) – gatunek dużego ptaka z rodziny kormoranów (Phalacrocoracidae). Gatunek endemiczny, występuje na wybrzeżach południowej Australii i na Tasmanii.
SystematykaGatunek ten po raz pierwszy zgodnie z zasadami nazewnictwa binominalnego opisał w 1817 roku Louis Jean Pierre Vieillot pod nazwą Hydrocorax fuscescens. Jako miejsce występowania wskazał Australazję; później uściślono, że miejscem typowym była Tasmania. Obecnie gatunek zaliczany jest do rodzaju Phalacrocorax. Nie wyróżnia się podgatunków.
MorfologiaDługość ciała od 61 do 69 cm, rozpiętość skrzydeł 93–107 cm; masa ciała samców około 1,5 kg. Podobny do kormorana srokatego, maska upierzona czarno, bez białych pręg ponad oczami; czarne nogi.
StatusW Czerwonej księdze gatunków zagrożonych IUCN kormoran czarnoczelny jest klasyfikowany jako gatunek najmniejszej troski (LC – Least Concern). W 1992 roku liczebność populacji szacowano na kilkadziesiąt tysięcy osobników. Trend liczebności nie jest znany.